# Кусепский сельский округ
Кусе́пский се́льский окру́г (каз. Күсеп ауылдық округі) — административная единица в составе Зерендинского района Акмолинской области Республики Казахстан. Административный центр — село Оркен.

## География
Сельский округ расположен на севере района, граничит:
- на севере, северо-востоке, западе с Тайыншинским районом Северо-Казахстанской области,
- на юго-востоке с Ортакским сельским округом,
- на юге с Алексеевской поселковой администрацией,
- на юго-западе с Конысбайским сельским округом.

Через территорию сельского округа проходят автодорога А-1 (с юга на север — 20 км) и Трансказахстанская железнодорожная магистраль (с севера на юг — 15 км). Имеется станция.

## История
В 1989 году существовал как Кусепский сельсовет (село Куропаткино, станция Азат) входивший тогда в состав Кокчетавского района.
В 2010 году в состав Кусепского сельского округа вошёл переименованный в Казотынский сельский округ бывший Раздольный сельсовет (сёла Айгыржал, Жамбыл, Раздольное, Теректи).
В 2011 году село Айгыржал было ликвидировано.
В 2007 году село Линеевка было переименовано в село Теректи.
В 2018 году село Куропаткино было переименовано в село Оркен.
В 2018 году село Раздольное было переименовано в село Озен.

## Население
| Численность населения | Численность населения | Численность населения |
| 1989                  | 1999                  | 2009                  |
| --------------------- | --------------------- | --------------------- |
| 2391                  | ↘2188                 | ↘1802                 |

## Состав
В состав сельского округа входят 5 населённых пунктов.
| № | Населённый пункт | Тип населённого пункта       | Население, 1989 | Население, 1999 | Население, 2009 |
| - | ---------------- | ---------------------------- | --------------- | --------------- | --------------- |
| 1 | Азат             | село                         | 731             | 652             | 537             |
| 2 | Айгыржал         | село (упразднено)            | 59              | 16              | 6               |
| 3 | Жамбыл           | село                         | 268             | 218             | 114             |
| 4 | Озен             | село                         | 1 353           | 876             | 617             |
| 5 | Оркен            | село, административный центр | 1 660           | 1 536           | 1 265           |
| 6 | Теректи          | село                         | 661             | 342             | 69              |